# NGC 7196
NGC 7196 ist eine elliptische Galaxie vom Hubble-Typ E2 im Sternbild Indianer am Südsternhimmel. Sie ist schätzungsweise 129 Millionen Lichtjahre von der Milchstraße entfernt und hat einen Durchmesser von etwa 95.000 Lj.
Im selben Himmelsareal befindet sich u. a. die Galaxie NGC 7200.
Das Objekt wurde am 2. Oktober 1834 von John Herschel entdeckt.